# Conférence des présidents des commissions
 (janvier 2025).
La Conférence des présidents des commissions est l'organe politique du Parlement de l'Union européenne qui permet d'assurer une meilleure coopération entre les différentes commissions parlementaires.

## Attributions
La Conférence des présidents des commissions peut faire des recommandations à la Conférence des présidents au sujet des travaux des commissions, et de l'établissement de l'ordre du jour des périodes de session du Parlement. Elle peut aussi conseiller la Conférence des présidents en cas de litige de compétences entre deux commissions. Elle peut aussi être chargée de certaines tâches par le Bureau du Parlement européen et la Conférence des présidents. 

## Composition
La composition de la Conférence des présidents des commissions est fixée par l’article 27 du Règlement intérieur du Parlement. Elle regroupe les présidents de toutes les commissions permanentes ou spéciales. Elle élit un président en son sein. 
Lors de la 7e législature (2009-2014), son président est l’Allemand Klaus-Heiner Lehne. La conférence est composée de six Allemands, cinq Italiens, quatre Français, trois Britanniques, deux Espagnols, un Portugais, un Polonais et un Suédois.
La répartition politique de la présidence des commissions ayant donné la majorité de celles-ci au groupe PPE, c’est ce groupe qui est logiquement majoritaire au sein de la Conférence. Il regroupe donc dix membres du PPE, six de l’Alliance progressiste des socialistes et démocrates au Parlement européen, trois du groupe  de l’Alliance des démocrates et des libéraux pour l'Europe, deux groupes Les Verts/Alliance libre européenne. Le groupe des conservateurs et réformistes européens et le groupe confédéral de la Gauche unitaire européenne/Gauche verte nordique sont représentés chacun par un membre.

### Liste des membres lors de la7elégislature
- Klaus-Heiner Lehne, Président de la Commission des affaires juridiques, il préside également cette conférence. Membre du groupe PPE.
- Elmar Brok, Président de la Commission des affaires étrangères. Membre du groupe PPE.
- Eva Joly, Présidente de la Commission du développement. Membre du groupe des Verts/Alliance libre européenne.
- Vital Moreira, Président de la Commission du commerce international. Membre du groupe de l'Alliance progressiste des socialistes et démocrates.
- Alain Lamassoure, Président de la Commission des budgets. Membre du groupe PPE.
- Michael Theurer, Président de la Commission du contrôle budgétaire. Membre du groupe Alliance des démocrates et des libéraux pour l'Europe.
- Sharon Bowles, Présidente de la Commission des affaires économiques et monétaires. Membre du groupe de l'Alliance des démocrates et des libéraux pour l'Europe.
- Pervenche Bérès, Présidente de la Commission de l'emploi et des affaires sociales. Membre du groupe de l'Alliance progressiste des socialistes et démocrates.
- Matthias Groote, Président de la Commission de l'environnement, de la santé publique et de la sécurité alimentaire. Membre du groupe de l'Alliance progressiste des socialistes et démocrates.
- Amalia Sartori, Présidente de la Commission de l'industrie, de la recherche et de l'énergie. Membre du groupe PPE.
- Malcolm Harbour, Président de la Commission du marché intérieur et de la protection des consommateurs. Membre du groupe des conservateurs et réformistes européens.
- Brian Simpson, Président de la Commission du transport et du tourisme. Membre du groupe de l'Alliance progressiste des socialistes et démocrates.
- Danuta Hübner, Présidente de la Commission du développement régional. Membre du groupe PPE.
- Paolo De Castro, Président de la Commission de l'agriculture et du développement rural. Membre du groupe de l'Alliance progressiste des socialistes et démocrates.
- Gabriel Mato Adrover, Président de la Commission de la pêche. Membre du PPE.
- Doris Pack, Présidente de la Commission de la culture et de l'éducation. Membre du PPE.
- Juan Fernando Lopez Aguilar, Président de la Commission des libertés civiles, de la justice et des affaires intérieures. Membre du groupe de l'Alliance progressiste des socialistes et démocrates.
- Carlo Casini, Président de la Commission des affaires constitutionnelles. Membre du groupe du PPE.
- Mikael Gustafsson, Président de la Commission des droits de la femme et de l'égalité des genres. Membre du groupe confédéral de la Gauche unitaire européenne/Gauche verte nordique.
- Erminia Mazzoni, Présidente de la Commission des pétitions. Membre du groupe du PPE.
- Barbara Lochbihler, Présidente de la Sous-commission droits de l'homme. Membre du groupe des Verts/Alliance libre européenne.
- Arnaud Danjean, Président de la Sous-commission sécurité et défense. Membre du groupe du PPE.
- Sonia Alfano, Présidente de la Commission spéciale sur la criminalité organisée, la corruption et le blanchiment de capitaux. Membre du groupe Alliance des démocrates et des libéraux pour l'Europe.

## Fonctionnement
La Conférence se réunit une fois par mois, à Strasbourg, lors des séances plénières du Parlement. Elle fonctionne dans la transparence, et est possible de trouver le calendrier de ses mises à jour sur le site du Parlement européen